# Iran i olympiska sommarspelen 1996
Iran deltog i de olympiska sommarspelen 1996 med en trupp bestående av 18 deltagare, som tog en medalj i varje valör.

## Boxning
Herrar
| Idrottare            | Gren            | Sextondelsfinal        | Åttondelsfinal      | Kvartsfinal               | Semifinal        | Final            | Placering |
| -------------------- | --------------- | ---------------------- | ------------------- | ------------------------- | ---------------- | ---------------- | --------- |
| Babak Moghimi        | Lätt weltervikt | Suslekov (BUL) W 11–3  | Legras (SEY) W 16–7 | Niyazymbetov (KAZ) L 8–13 | Gick inte vidare | Gick inte vidare | 5         |
| Kourosh Molaei       | Mellanvikt      | Wells (USA) L 7–24     | Gick inte vidare    | Gick inte vidare          | Gick inte vidare | Gick inte vidare | 17        |
| Ayoub Pourtaghi      | Lätt tungvikt   | Mandengue (FRA) L 9–21 | Gick inte vidare    | Gick inte vidare          | Gick inte vidare | Gick inte vidare | 17        |
| Mohammad Reza Samadi | Supertungvikt   | Dokiwari (NGR) L       | Gick inte vidare    | Gick inte vidare          | Gick inte vidare | Gick inte vidare | 17        |

## Brottning
Herrar, fristil
| Idrottare            | Gren                   | Omgång 1                 | Åttondelsfinal                | Kvartsfinal                     | Semifinal                      | Omgång 5                          | Omgång 6                       | Final                                     | Placering |
| -------------------- | ---------------------- | ------------------------ | ----------------------------- | ------------------------------- | ------------------------------ | --------------------------------- | ------------------------------ | ----------------------------------------- | --------- |
| Gholamreza Mohammadi | Flugvikt, fristil      | Varela (CUB) W 4–0       | Legrand (FRA) W 5–0           | Bye                             | Abdullayev (AZE) L 0–10        |                                   | Återkval Mongush (RUS) L 1–3   | Match om femte plats Topaktaş (TUR) W 4–2 | 5         |
| Mohammad Talaei      | Bantamvikt, fristil    | Abdullayev (AZE) W 4–1   | Mall:Återkval L 3–5           | Repechage Puerto (CUB) W 5–0    | Återkval Umakhanov (RUS) W 1–0 | Återkval Zakhartdinov (UZB) W 4–2 | Återkval Ri (PRK) L Fall       | Match om femte plats Trstena (MKD) L 3–4  | 6         |
| Abbas Hajkenari      | Fjädervikt, fristil    | Brands (USA) L 0–3       | Återkval Nieves (PUR) L 3–8   | Gick inte vidare                | Gick inte vidare               | Gick inte vidare                  | Gick inte vidare               | Gick inte vidare                          | 19        |
| Akbar Fallah         | Lättvikt, fristil      | Fadzayev (UZB) L 2–2     | Återkval Oziti (NGR) W 1–0    | Återkval Weiss (AUS) W 5–0      | Återkval Sánchez (CUB) L 1–3   | Gick inte vidare                  | Gick inte vidare               | Gick inte vidare                          | 10        |
| Issa Momeni          | Weltervikt, fristil    | Saitiev (RUS) L 0–8      | Återkval Loizidis (GRE) W 3–0 | Återkval Rodríguez (CUB) L 1–4  | Gick inte vidare               | Gick inte vidare                  | Gick inte vidare               | Gick inte vidare                          | 16        |
| Amir Reza Khadem     | Mellanvikt, fristil    | Gogolishvili (GEO) W 3–0 | Khinchagov (UZB) W 1–0        | Bye                             | Magomedov (RUS) L 0–4          |                                   | Återkval Ibragimov (AZE) W 3–0 | Bronsmatch Öztürk (TUR) W 0–0             | 3         |
| Rasoul Khadem        | Lätt tungvikt, fristil | Kodei (NGR) W 6–1        | Bairamukov (KAZ) W 4–3        | Bye                             | Tedeyev (UKR) W 3–0            |                                   |                                | Khadartsev (RUS) W 3–0                    | 1         |
| Abbas Jadidi         | Tungvikt, fristil      | Magomedov (AZE) W 4–0    | Khabelov (RUS) W 4–0          | Bye                             | Garmulewicz (POL) W 4–1        |                                   |                                | Angle (USA) L 1–1                         | 2         |
| Ebrahim Mehraban     | Supertungvikt, fristil | Singh (GBR) W 6–2        | Gombos (HUN) L 0–3            | Återkval Kovalevsky (KGZ) L 2–3 | Gick inte vidare               | Gick inte vidare                  | Gick inte vidare               | Gick inte vidare                          | 12        |

Men's Greco-Roman
| Idrottare  | Gren                             | Omgång 1          | Åttondelsfinal | Kvartsfinal                    | Semifinal                  | Omgång 5         | Omgång 6         | Final            | Placering |
| ---------- | -------------------------------- | ----------------- | -------------- | ------------------------------ | -------------------------- | ---------------- | ---------------- | ---------------- | --------- |
| Ahad Pazaj | Fjädervikt, grekisk-romersk stil | Marén (CUB) L 2–5 | Bye            | Återkval Petrenko (BLR) W Fall | Återkval Pirim (TUR) L 0–4 | Gick inte vidare | Gick inte vidare | Gick inte vidare | 11        |

## Friidrott
Herrar
| Idrottare     | Gren                   | Omgång 1 | Omgång 1 | Omgång 1  | Final            | Final            | Placering |
| Idrottare     | Gren                   | Heat     | Tid      | Placering | Tid              | Placering        | Placering |
| ------------- | ---------------------- | -------- | -------- | --------- | ---------------- | ---------------- | --------- |
| Hamid Sajjadi | Herrarnas 10 000 meter | 1        | 29:22.65 | 20        | Gick inte vidare | Gick inte vidare | 35        |

## Judo
Herrar
| Idrottare  | Gren               | 1:a omgången | 2:a omgången              | 3:e omgången       | Kvartsfinal                    | Semifinal                         | Återkval         | Final            | Placering |
| ---------- | ------------------ | ------------ | ------------------------- | ------------------ | ------------------------------ | --------------------------------- | ---------------- | ---------------- | --------- |
| Amir Ghomi | Herrarnas lättvikt | Bye          | Núñez (CRC) W Hansukomake | Kwak (KOR) L Ippon | Återkval Kouassi (CIV) W Shido | Återkval Shturbabin (UZB) L Ippon | Gick inte vidare | Gick inte vidare | 9         |